# François Cevert

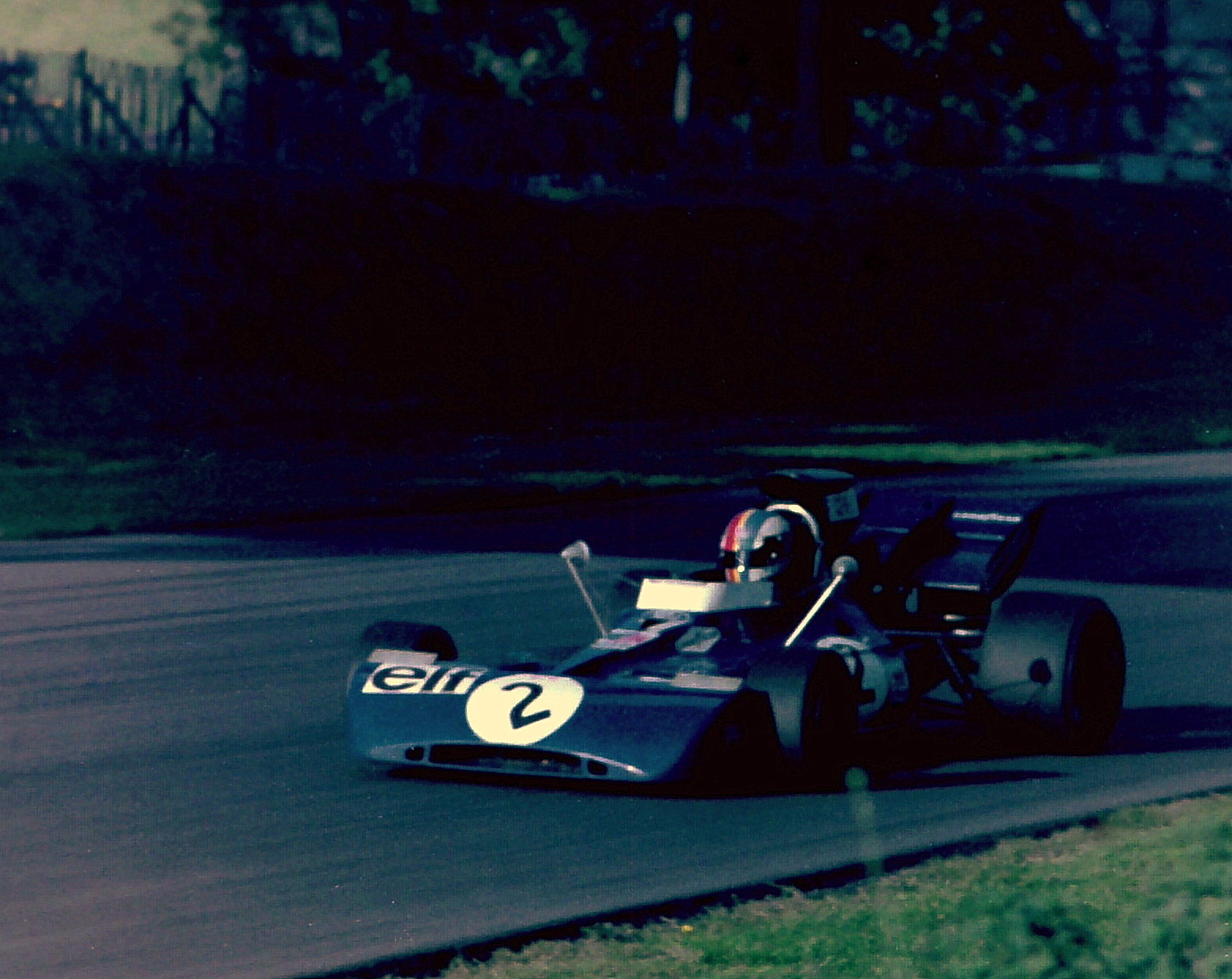
Cevert sobre un Tyrrell en 1971.

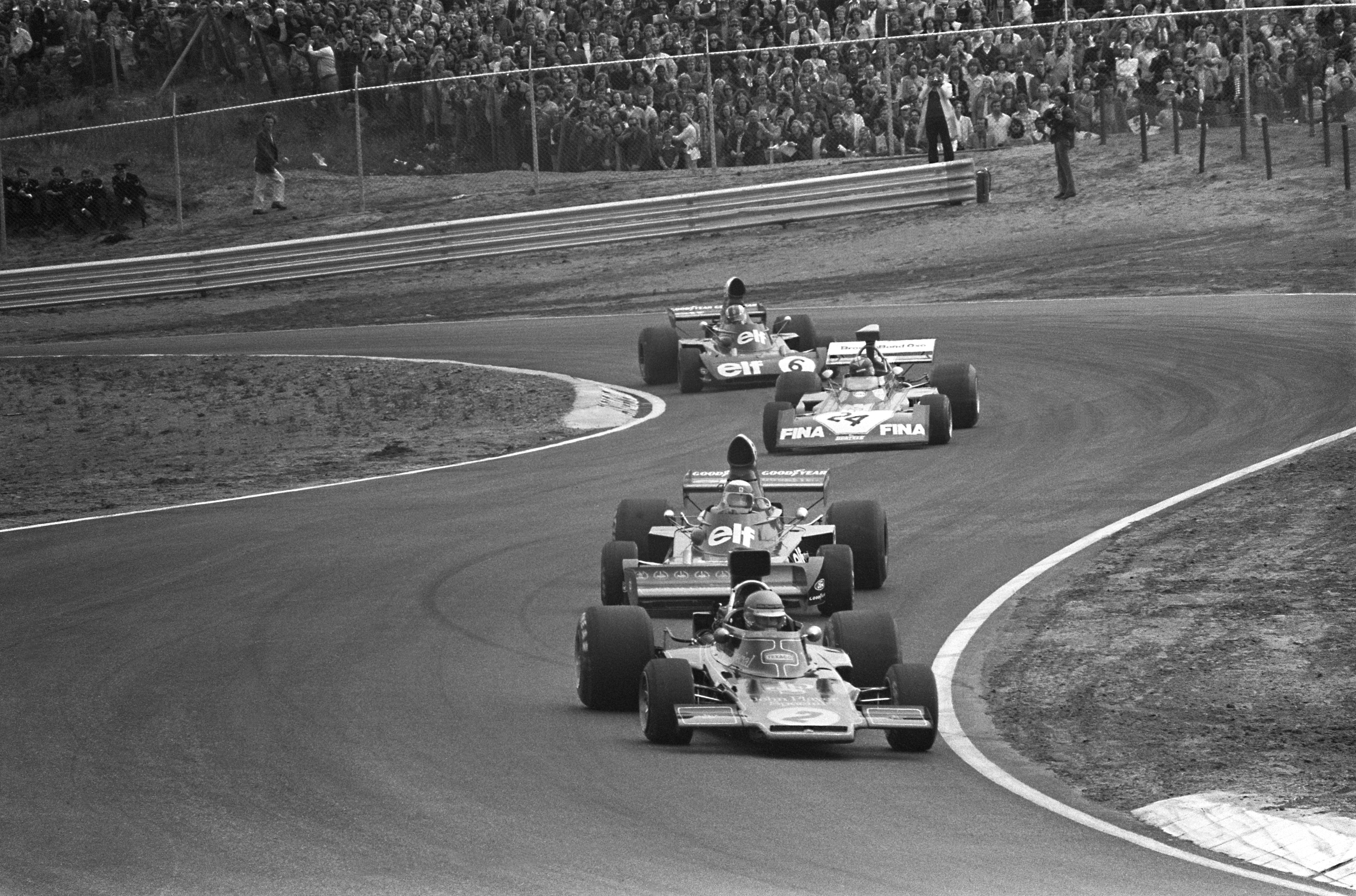
Peterson, Stewart, Pace y Cevert compitiendo en 1973.

Albert François Cevert Goldenberg (París, 25 de febrero de 1944-Watkins Glen, Nueva York, 6 de octubre de 1973) fue un piloto de automovilismo francés. Disputó 4 temporadas en Fórmula 1, desde 1970 hasta su muerte, con el equipo Tyrrell. En dicha categoría logró una victoria en trece podios y finalizó tercero en el campeonato 1971.
Falleció en un accidente en el Gran Premio de los Estados Unidos de 1973, la última carrera de esa temporada. Era cuñado del también piloto de F1 Jean-Pierre Beltoise.

## Muerte
En el Gran Premio de los Estados Unidos se produjo un accidente durante la clasificación cuando Cevert luchaba por la pole position junto a Ronnie Peterson en una rápida curva llamada "The Esses", su monoplaza se desvió de la pista hacia la izquierda, dónde choco con la barrera, esto fue seguido por otro choque a la derecha, dónde rebotó en el lado izquierdo de la pista y se deslizó por la barrera en un ángulo casi recto hasta que volcó y solo la rueda trasera y el aleron sobresalieron de la barrera, Cevert murió instantáneamente debido a las lesiones masivas causadas por el impacto, Cevert tenía 29 años y 224 días, está enterrado junto a sus padres en Vaudelnay.

## Carrera
Después de ganar el Campeonato de Francia de Fórmula 3, Cevert se unió al equipo Tecno de Fórmula 2 Europea y terminó tercero en 1969. El propio Jackie Stewart le comentó al director de su equipo, Ken Tyrrell, tener en cuenta al joven francés.
Al año siguiente, cuando Johnny Servoz-Gavin se retiró de repente del equipo Tyrrell de Fórmula 1 transcurridas las tres primeras carreras, el equipo llamó a Cevert para ser su segundo piloto, con el fin de que pudiera contribuir al equipo para la obtención de campeonatos. Cevert se convirtió en el escudero de Stewart durante las siguientes 4 temporadas. Después de hacer su debut en el accidentado Gran Premio de los Países Bajos de 1970, Cevert mejoraba su ritmo en las carreras, reduciendo las distancias con Stewart. Consiguió su primer punto en Fórmula 1 en el fatídico Gran Premio de Italia de 1970, en el Autódromo de Monza, al conseguir un sexto puesto.
Cevert se convirtió en el segundo piloto francés en ganar un Gran Premio del Campeonato Mundial de Fórmula 1 (después de Maurice Trintignant), siendo el mejor resultado de su carrera, de esta forma pudo alcanzar la tercera posición en el Campeonato Mundial de Pilotos de Fórmula 1 en 1971 por detrás de Jackie Stewart y Ronnie Peterson (Lotus).
En 1972 se depositaron muchas esperanzas en Cevert y Stewart por el equipo Tyrrell, pero fueron truncadas por Emerson Fittipaldi y Lotus; el brasilero ganó mundial de pilotos y los británicos el de constructores. Cevert terminó en los puntos solo 3 veces, con 2 segundos puestos en Bélgica y en los Estados Unidos, y cuarto en Francia. Ese año también consiguió un segundo puesto conseguido en las 24 Horas de Le Mans, conduciendo un Matra-Simca 670 con el neozelandés Howden Ganley.
En 1973, Tyrrell compitió con el 006 que ya había comenzado a desarrollarse el año anterior. Cevert logró siete podios sin victorias. Al llegar a la última cita del año, el ya consagrado Jackie Stewart había decidido retirarse tras la misma, por lo que el francés pasaría a ser el piloto principal del equipo para la siguiente temporada. Durante la clasificación del Gran Premio, Cevert se despistó en la zona de The Esses, impactando contra las barreras y falleciendo en el instante. Tenía 29 años.

## Vida personal
Nació en París, en 1944, cuando la ciudad estaba invadida por el ejército nazi. François, como sus hermanos, llevaron el apellido materno. Tuvo una relación con la actriz francesa Brigitte Bardot, y era cuñado por parte de su hermana de Jean-Pierre Beltoise, piloto de Fórmula 1 de 1966 a 1974.
Sus restos están enterrados junto a sus padres en Vaudelnay, Maine y Loira, Francia.

## Cine
La muerte de Cevert aparece en One by One, de 1975, Rush, de 2013 y Stewart de 2022. Además, el documental de 2013 1: Life On The Limit relata el accidente de este piloto.

## Resultados

### Fórmula 1
(Clave) (negrita indica pole position) (cursiva indica vuelta rápida)

| Año         | Escudería                   | 1       | 2      | 3       | 4       | 5       | 6      | 7       | 8       | 9       | 10      | 11      | 12      | 13      | 14      | 15      | Pos. | Puntos |
| ----------- | --------------------------- | ------- | ------ | ------- | ------- | ------- | ------ | ------- | ------- | ------- | ------- | ------- | ------- | ------- | ------- | ------- | ---- | ------ |
| 1970        | Tyrrell Racing Organisation | RSA     | ESP    | MON     | BEL     | NED Ret | FRA 11 | GBR 7   | GER 7   | AUT Ret | ITA 6   | CAN 9   | USA Ret | MEX Ret |         |         | 23.º | 1      |
| 1971        | Elf Team Tyrrell            | RSA Ret | ESP 7  | MON Ret | NED Ret | FRA 2   | GBR 10 | GER 2   | AUT Ret | ITA 3   | CAN 6   | USA 1   |         |         |         |         | 3.º  | 26     |
| 1972        | Elf Team Tyrrell            | ARG Ret | RSA 9  | ESP Ret | MON Ret | BEL 2   | FRA 4  | GBR Ret | GER 10  | AUT 9   | ITA Ret | CAN Ret | USA 2   |         |         |         | 6.º  | 15     |
| 1973        | Elf Team Tyrrell            | ARG 2   | BRA 10 | RSA NC  | ESP 2   | BEL 2   | MON 4  | SWE 3   | FRA 2   | GBR 5   | NED 2   | GER 2   | AUT Ret | ITA 5   | CAN Ret | USA DNS | 4.º  | 47     |
| Referencia: |                             |         |        |         |         |         |        |         |         |         |         |         |         |         |         |         |      |        |